# 미국의 주 문장 목록
이 문서는 미국의 주 문장 목록이다.

## 현행 주 문장

네바다주의 문장
네브래스카주의 문장
노스다코타주의 문장
노스캐롤라이나주의 문장
뉴멕시코주의 문장
뉴욕주의 문장
뉴저지주의 문장
뉴햄프셔주의 문장
델라웨어주의 문장
로드아일랜드주의 문장
루이지애나주의 문장
메릴랜드주의 문장
매사추세츠주의 문장
메인주의 문장
몬태나주의 문장
미네소타주의 문장
미시간주의 문장
미시시피주의 문장
미주리주의 문장
버몬트주의 문장
버지니아주의 문장
사우스다코타주의 문장
사우스캐롤라이나주의 문장
아이다호주의 문장
아이오와주의 문장
아칸소주의 문장
알래스카주의 문장
애리조나주의 문장
앨라배마주의 문장
오리건주의 문장
오클라호마주의 문장
오하이오주의 문장
와이오밍주의 문장
워싱턴주의 문장
웨스트버지니아주의 문장
위스콘신주의 문장
유타주의 문장
인디애나주의 문장
일리노이주의 문장
조지아주의 문장
캔자스주의 문장
캘리포니아주의 문장
켄터키주의 문장
코네티컷주의 문장
콜로라도주의 문장
테네시주의 문장
텍사스주의 문장
펜실베이니아주의 문장
플로리다주의 문장
하와이주의 문장
워싱턴 D.C.의 문장

## 이전의 주 문장

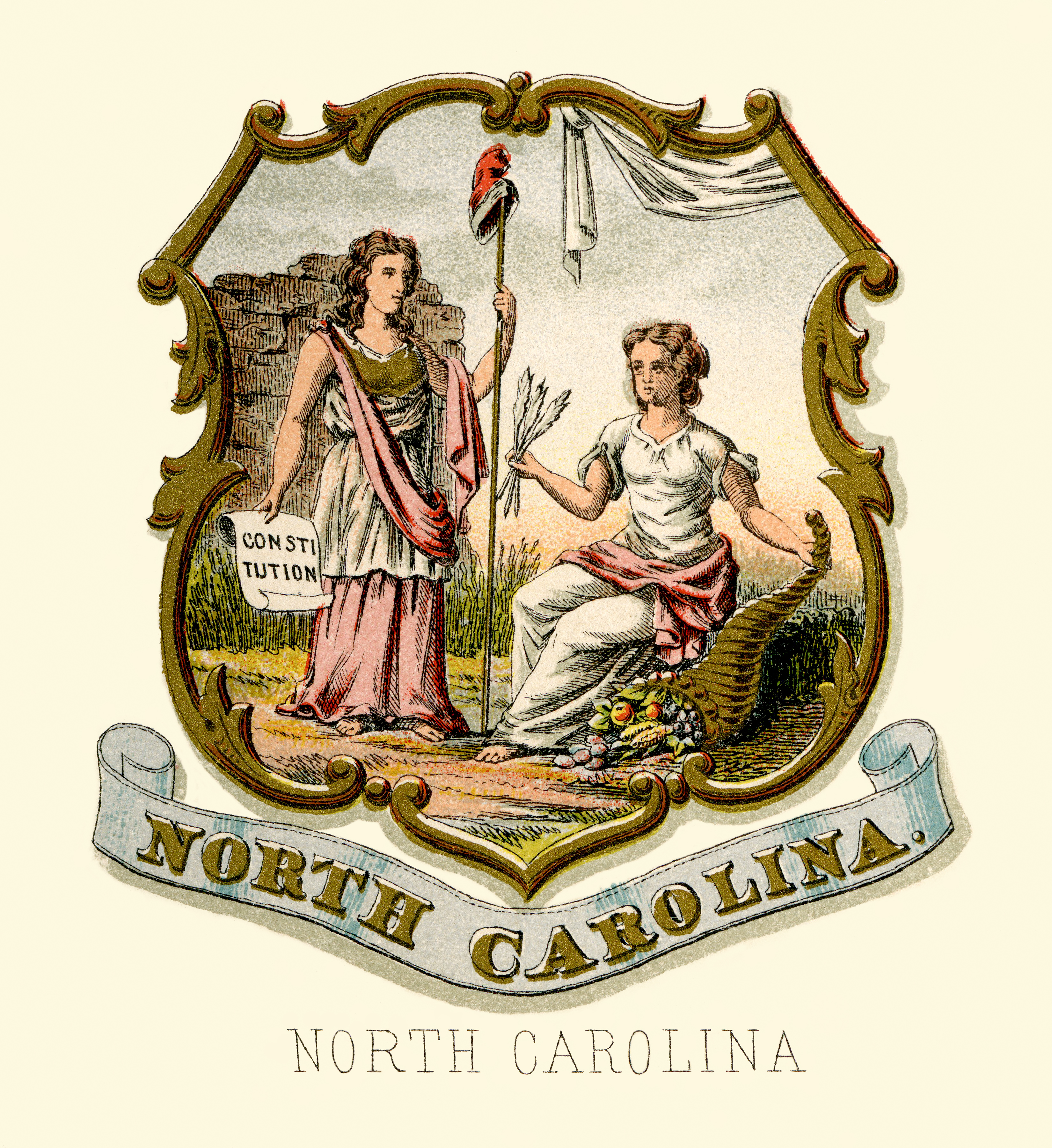
노스캐롤라이나주의 문장 ( ~ 1876년)
노스캐롤라이나주의 문장 (1971년 ~ 1984년)
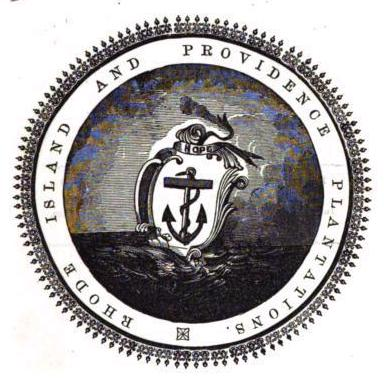
로드아일랜드주의 문장 (1644년 ~ 1853년)
로드아일랜드주의 문장 (1853년 ~ 2021년)
루이지애나주의 기 (1861년 1월, 비공식)
루이지애나주의 기 (1861년 2월)
루이지애나주의 기 (1861년 ~ 1912년)
루이지애나주의 기 (1912년 ~ 2006년)
루이지애나주의 기 (2006년 ~ 2010년)
매사추세츠주의 기 (1971년 이전, 뒷면)
메인주의 기 (1901년 ~ 1909년)
몬태나주의 기 (1905년 ~ 1981년)
미네소타주의 기 (1893년 ~ 1957년, 앞면)
미네소타주의 기 (1893년 ~ 1957년, 뒷면)
미네소타주의 기 (1957년 ~ 1983년)
미네소타주의 문장 (1983년 ~ 2024년)
미시시피주의 기 (1861년 ~ 1865년, 비공식)
버몬트 공화국의 기 (1777년 ~ 1791년)
버몬트주의 기(1804년 ~ 1837년)
버몬트주의 기(1837년 ~ 1923년)
버지니아주의 기 (1861년 ~ 1865년)
사우스다코타주의 기 (1909년 ~ 1963년)
사우스다코타주의 기 (1963년 ~ 1992년)
사우스캐롤라이나주의 기 (1861년 1월 26일 ~ 1월 28일)
아칸소주의 기 (1913년 ~ 1923년)
아칸소주의 기 (1923년 ~ 1924년)
앨라배마주의 기 (1861년 ~ 1865년, 앞면)
앨라배마주의 기 (1861년 ~ 1865년, 뒷면)
오클라호마주의 기 (1911년 ~ 1925년)
오클라호마주의 기 (1925년 ~ 1941년)
위스콘신주의 기 (1913년 ~ 1981년)
유타주의 기 (1903년 ~ 1913년)
유타주의 기 (1913년 ~ 2011년)
일리노이주의 기 (1915년 ~ 1969년)
조지아주의 기 (1879년 이전, 비공식)
조지아주의 기 (1906년 ~ 1920년)
조지아주의 기 (1920년 ~ 1956년)
조지아주의 기 (1956년 ~ 2001년)
조지아주의 기 (2001년 ~ 2003년)
캔자스주의 기 (1927년 ~ 1961년)
캘리포니아 공화국의 기 (1846년)
텍사스 공화국의 기 (1836년 ~ 1839년)
서플로리다의 기 (1810년)
플로리다주의 기 (1861년, 비공식)
플로리다주의 기 (1868년 ~ 1900년)
플로리다주의 기 (1900년 ~ 1985년)

## 같이 보기
- 미국의 국장